# Francien Huurman
Francien Huurman, née le 18 avril 1975 à Pijnacker aux Pays-Bas, est une ancienne joueuse néerlandaise de volley-ball. Elle mesure 1,92 m et jouait au poste de centrale. Elle a totalisé 422 sélections en équipe des Pays-Bas.

## Clubs
| Club                 | De        | À         |
| -------------------- | --------- | --------- |
| Rentokil Zevenhuizen | 1995-1996 | 1996-1997 |
| Volley Modena        | 1998-1999 | 1998-1999 |
| Figurella Firenze    | 1999-2000 | 1999-2000 |
| Team Volley Imola    | 2000-2001 | 2001-2002 |
| Hisamitsu Springs    | 2002-2003 | 2002-2003 |
| Pioneer Red Wings    | 2003-2004 | 2005-2006 |
| Martinus Amstelveen  | 2006-2007 | 2008-2009 |
| Hitachi Sawa Rivale  | 2011-2012 | 2011-2012 |

## Palmarès

### Équipe nationale
- Grand Prix Mondial
  - Vainqueur : 2007.
- Championnat d'Europe
  - Finaliste : 2009.

### Clubs
- V Première Ligue
  - Vainqueur : 2004, 2006.
  - Finaliste : 2005.
- Championnat des Pays-Bas
  - Vainqueur : 2007, 2008, 2009.
- Coupe des Pays-Bas
  - Vainqueur : 2007, 2008, 2009.
- Supercoupe des Pays-Bas
  - Vainqueur : 2007, 2008, 2009.